# Tęczówka

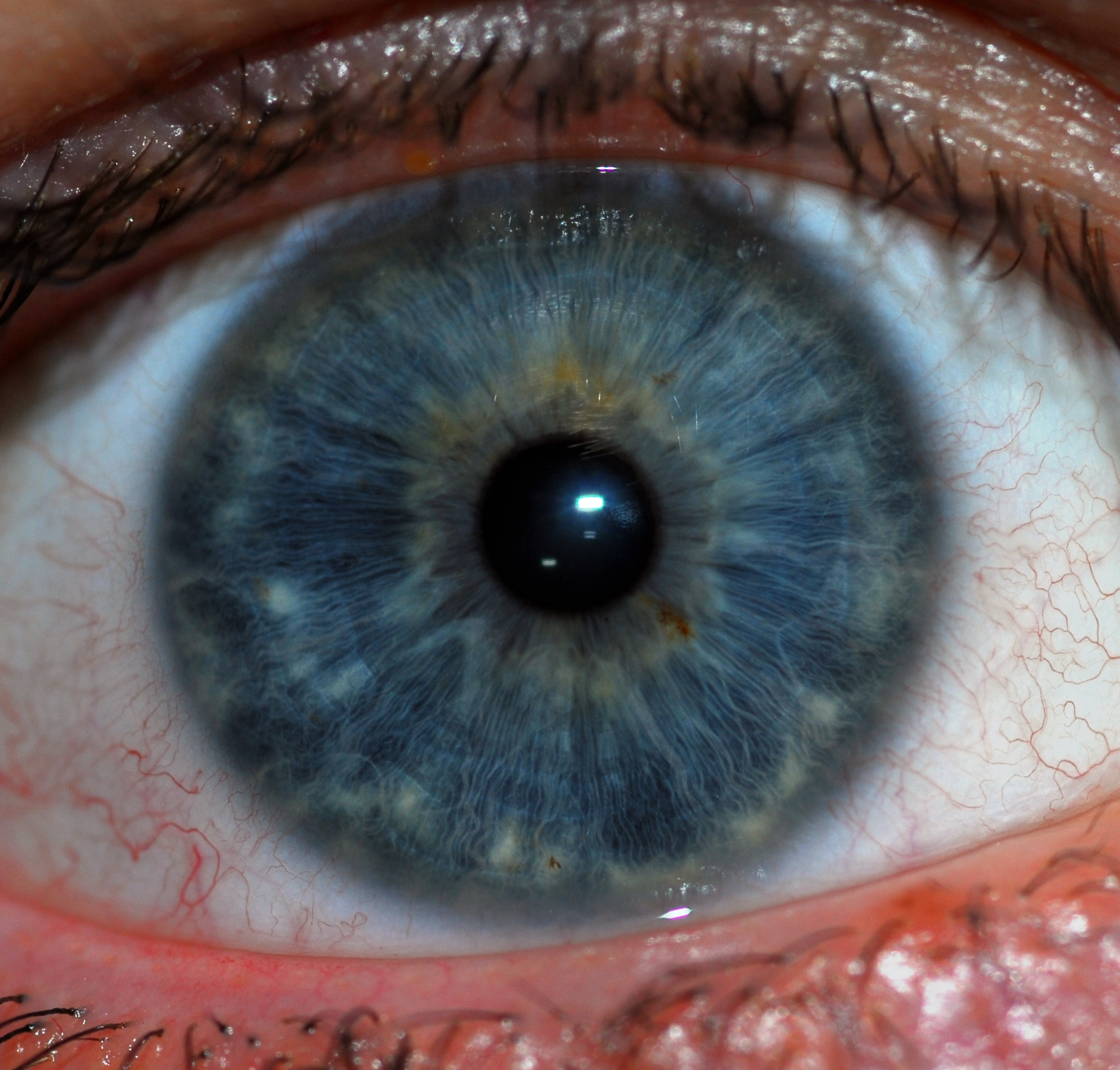
Tęczówka to niebieski (w tym oku) obszar okalający źrenicę

Tęczówka (łac. iris) – element budowy oka, nieprzezroczysta tarczka stanowiąca przednią część błony naczyniowej. W centrum zawiera otwór zwany źrenicą (łac. pupilla). Na przedniej powierzchni widać regularnie ułożone wyniosłości (beleczki, trabeculae) oraz wgłębienia (zatoki, cryptae). Na jej tylnej powierzchni obecne są fałdy tęczówki (nieregularne zagłębienia i uwypuklenia).

## Warstwy tęczówki
Wyróżnia się cztery warstwy tęczówki:
- warstwa graniczna przednia tęczówki – nabłonek jednowarstwowy płaski
- zrąb tęczówki, w skład którego wchodzi warstwa mięśni[4]
- warstwę barwnikową, tak zwaną część tęczówkową siatkówki[3]
- mięśnie tęczówki[4].

Analiza tęczówki oka człowieka wykorzystywana jest w irydologii.

## Mięśnie tęczówki
Tęczówka zawiera dwa układy włókienek mięśniowych, które działając antagonistycznie sprawiają, że działa ona jak przysłona fotograficzna i reguluje dopływ światła do soczewki. 
- Mięsień zwieracz źrenicy (łac. musculus sphincter pupillae), unerwiony przez włókna przywspółczulne[1][2] pozazwojowe pochodzące ze zwoju rzęskowego – nerwy rzęskowe krótkie[4] (włókna przedzwojowe pochodzą z jądra przywspólczulnego nerwu okoruchowego[4]), ma wiązki mięśniowe ułożone spiralnie[1] i znajduje się przy brzegu źrenicy[2].

- Mięsień rozwieracz źrenicy (łac. musculus dilatator pupillae), unerwiony przez włókna współczulne[1][2] pozazwojowe ze zwoju szyjnego górnego pnia współczulnego[4] (włókna przedzwojowe pochodzą z jądra pośrednio-bocznego odcinka C8-Th12 rdzenia kręgowego)[4], ma wiązki mięśniowe ułożone promieniście[1] między obwodem tęczówki a źrenicą[2].